# Iàrke (Saki)
|  | Per a altres significats, vegeu «Iàrkoie». |

Iàrke (en (ucraïnès): Ярке) és un poble de la República Autònoma de Crimea a Ucraïna, que el 2014 tenia 568 habitants. Pertany al districte rural de Saki.